# 北京天文館
北京天文館（ペキンてんもんかん、簡体字: 北京天文馆、英: Beijing Planetarium）或いは北京プラネタリウムは、中華人民共和国北京市にある天文博物館である。中国初のプラネタリウムを有する施設として1957年に開館し、2004年には新館が完成して、4つの異なる特徴を持つ劇場で各々の特徴を生かした作品を上映している。プラネタリウムの他にも展示、天文台における観測、各種教育普及活動など、天文学に関する様々な活動を行っている。

## 沿革
1955年春、中国科学院が北京に新たな天文施設を建設するにあたり、上海の徐家匯天文台に勤める天文学者だった陳遵嬀が招聘された。陳遵嬀は、東ベルリンの第3回世界青年学生祭典へ派遣された際に目にしたプラネタリウムに感銘を受け、中国にもプラネタリウムと、それを基盤として青少年に天文学を普及する施設として「天文館」を構想、その初代館長となった。
北京天文館の建設にあたっては、中国初のプラネタリウムということで、北京市内で交通の便と良好な環境を兼ね備えた立地が検討され、北京動物園の向かいにある空地が選ばれた。そして、1955年に着工し、1957年9月29日に、天文分野に特化した自然科学博物館として正式に開館した。当時は、アジア全体を見渡しても他に類を見ない、大型プラネタリウム施設だった。開館当初は、ツァイス社のプラネタリウム投影機を採用していたが、1970年代後半に、投影機も制御機器も中国で設計、製造された国産プラネタリウム機器に置き換えられた。
2001年、北京市の重点事業の一つとして、北京天文館の新館の建設が着工。2004年末に、新館は正式に開館となり、後に当初からある旧館はA館、新館はB館と称されるようになった。

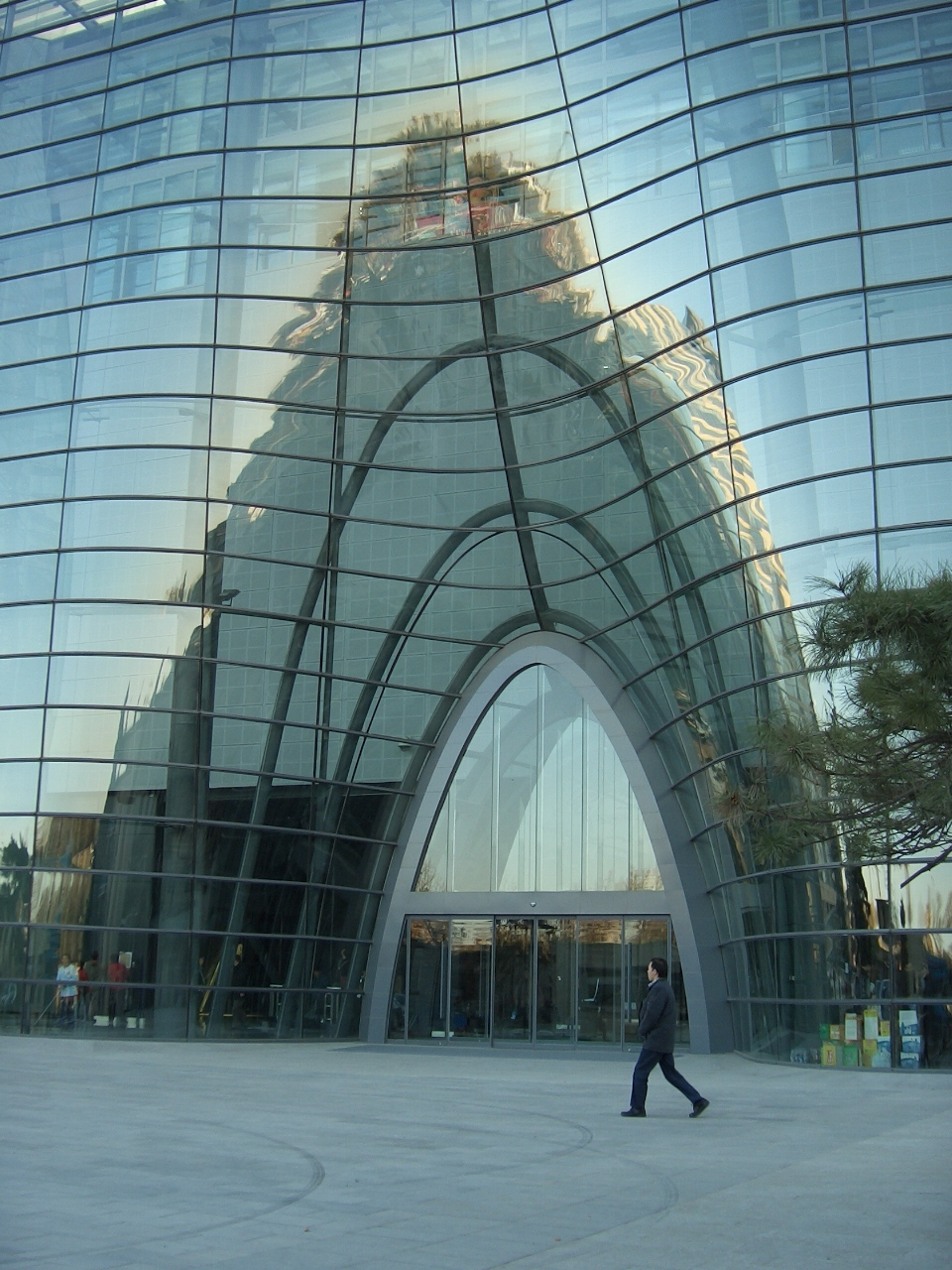
北京天文館B館入口

旧館は、プラネタリウム機器の老朽化もあり、2006年11月に一旦閉館して改修工事を行い、2008年7月にツァイス社の最新鋭プラネタリウムと、デジタル映像システムを備えた、先進的なプラネタリウムに生まれ変わった。

## 施設
北京天文館は、創設当時からあるA館と、2004年に開館したB館とで構成される。A館にはプラネタリウム（蔡司天象庁）と左右両翼の展示室があり、B館はドームシアター（球幕立体宇宙劇場）、4Dシアター（4D動感劇場）、3Dシアター（3D動感天文演示劇場）と、地下1階から2階までの展示室、屋上には公開天文台と太陽望遠鏡を備えている。

### 劇場
A館の天象庁は、ドームの直径が23メートル、400席を備えるプラネタリウムで、投影機材は、ツァイス社の光学プラネタリウム・マークIXと、スカイスキャン（Sky-Skan）社のデジタル映像システムDefinitiを採用、高い解像度のデジタル映像を映し出すことができる。B館の宇宙劇場は、ドームの直径が18メートルで座席数が200。光学式のプラネタリウムはなく、ツァイス社のレーザープロジェクタを用いたデジタルプラネタリウムADLIPを導入した。4D動感劇場は、180度の湾曲スクリーンに映像を投影する劇場で、座席数は200。立体視メガネを用意しており、座席には風や水しぶきが吹き出す特殊効果もあり、臨場感を高める。3D動感劇場は、平面スクリーンで座席数も48と少ないが、立体視メガネに加えて座席が映像に合わせて動き、躍動感を演出する。
北京天文館のプラネタリウムは、制作部門も備えており、輸入したプラネタリウム番組だけでなく、独自企画のプラネタリウム番組を数多く投影している。中国国内で、全天周映像の自主番組を制作しているのは、2013年時点で北京天文館だけである。

### 展示室
展示室は、A館に左右両翼の約1,122平米、B館におよそ3,000平米の展示空間があり、常設展示の他に企画展示も実施されている。大型の劇場を4つ有するとはいえ、A館・B館合わせて約26,000平米の延べ床面積に対しこれだけの展示空間は、博物館としては物足りないとも評される。
比較的新しいB館も、2015年には早くも大規模な展示替えが行われており、2020年の時点では、B館に3つの大きな主題に分かれた常設展示室が設けられ、A館の展示室は企画展の開催に使用されている。B館1階の太陽展示室には、屋上の太陽望遠鏡から伝送された直径1.8メートルの白色光太陽全球像もある。

### 公開天文台

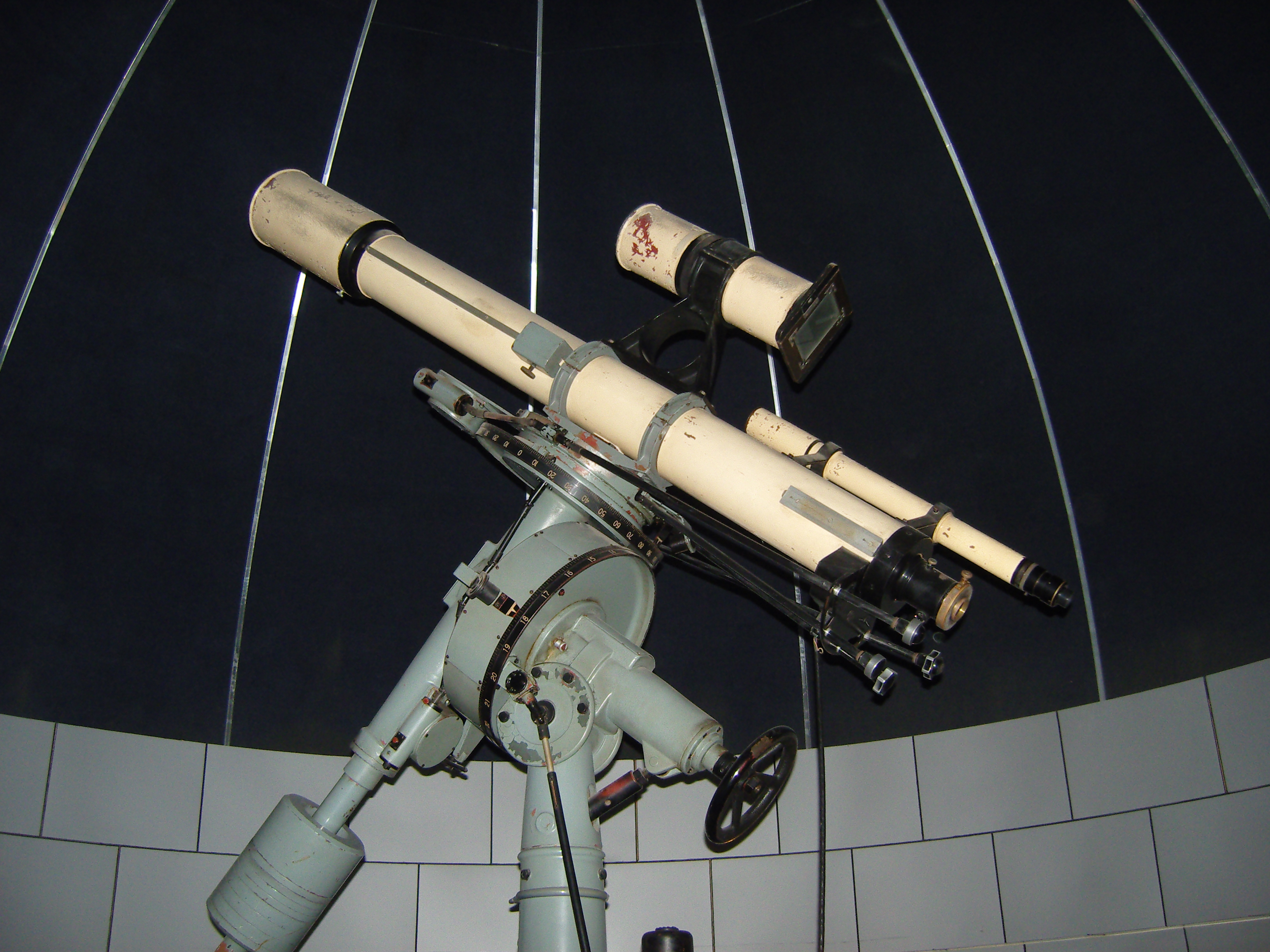
北京天文館に設置されているツァイス社製口径130mm屈折望遠鏡

北京天文館には、2箇所の公開天文台がある。
一つは、A館・B館とは別棟で1957年の開館当初からあり、中にはツァイス社製の口径130ミリメートル屈折望遠鏡と、それに同架した天体写真儀が設置されている。この天文台は定期的に一般公開され、その晩は好天であれば天体観望会を行っている。
もう一つはB館の屋上に位置し、口径400ミリメートルのシュミットカセグレン望遠鏡が設置されている。この望遠鏡は、主に青少年向けの観測や実習、研究に利用されている。また、B館屋上には真空太陽望遠鏡も設置されている。こちらは口径300ミリメートルで、鏡筒内を真空にして鮮明な太陽像を取得し、30メートルの真空筒を通して階下の太陽展示室へ投影するように設計されている。また、口径80ミリメートルの望遠鏡を同架し、多様な太陽像も表示させている。

### 分館
明の時代に建設され、世界でも特に古い天文台の一つとされる「北京古観象台」は、国の重要文化財に指定され、歴史的な天文観測器具とその成果を展示する博物館として、1983年から広く一般公開されている。北京古観象台は、北京天文館の分館として、北京天文館が管理運営を行っている。

## 普及活動
北京天文館は、様々な活動を通じて、青少年への天文学の教育普及、一般市民の天文学教養の向上などに努めている。定期的に公開講座を実施するほか、夏季／冬季の学休期間には、小学・初級中学の児童・生徒向けにサマーキャンプ／ウィンターキャンプを開催している。また、北京市第四中学、中国人民大学附属中学など北京市内の10以上の学校と連携し、協力して天文学の課程やクラブ活動の発展に努めている。2002年以降は、国際天文学オリンピックへの中国代表の参加を世話している。更に、アマチュア天文学雑誌や天文学普及書の、出版と販売も行っている。
1998年に、興隆観測所の北京天文台CCD小惑星観測プログラムが発見した小惑星 (59000) Beiguan（中国語）は、北京天文館の開館50周年を記念して命名された。北京天文館の、中国における長年にわたる天文学普及活動が評価されたとみられる。